# Szigeti írás
A szigeti írás egy Írországból származó középkori írásrendszer, amely az ír kereszténység hatására terjedt el Angliában és a kontinentális Európában. Az ír misszionáriusok vitték az írást a kontinentális Európába, ahol kolostorokat alapítottak, például Bobbióban. Az írást olyan kolostorokban is használták, mint például Fulda, amelyekre angol misszionáriusok gyakoroltak hatást. A szigeti művészethez kapcsolódnak, erre a legjobb példák a fennmaradt illuminált kézirat. Nagy hatással volt a modern gael betűtípusokra és kézírásra.
A „szigeti írás” kifejezés különböző feladatokra használt írásmódok sokféle családjára utal. A hierarchia csúcsán a fontos dokumentumok és a szent szövegek számára használt insuláris félunciális (vagy „insuláris majuszkula”) állt. A teljes unciális, az „angol unciálisnak” nevezett változatot egyes angol központokban használták. Ezután „a formalitás és a megnövekedett írási sebesség csökkenő sorrendjében” következett a "meghatározott minuszkula", a "kurzív minuszkula" és a "jelenlegi minuszkula." Ezeket használták a nem szentírásos szövegekhez, levelekhez, számviteli feljegyzésekhez, jegyzetekhez és minden más típusú írásos dokumentumhoz.

## Eredet
Az írásmód a 7. században alakult ki Írországban, és még a 19. században is használták, bár legvirágzóbb korszaka 600 és 850 közé esik. Szoros rokonságban álltak az unciális és a félunciális írással, melyekre közvetlen hatásuk volt; az insuláris írás legmagasabb fokozata a majuszkuláris insuláris félunciális, mely szorosan a kontinentális félunciális írásból származik.

## Megjelenés

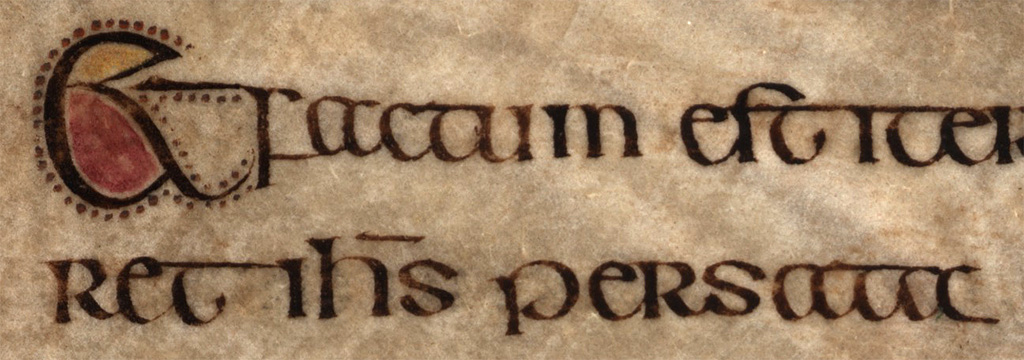
Szent Csád evangéliumai: Et factum est iter[um cum sabbatis ambula]ret Iesus per sata (Márk 2:23, 151. oldal)

A szigeti írásmóddal írt művek általában nagy kezdőbetűket használnak, amelyeket piros tintapöttyök vesznek körül (bár ez más írországi és angliai írásmódokra is igaz). A bekezdés vagy szakasz elején lévő nagy kezdőbetűket követő betűk mérete gyakran fokozatosan csökken, ahogy a soron vagy az oldalon átíratják őket, amíg el nem érik a normál méretet, amit „diminuendo” hatásnak neveznek, és ez egy jellegzetes szigetországi újítás, amely később hatással volt a kontinentális illuminációs stílusra. Az emelkedő végű betűket (b, d, h, l stb.) háromszög vagy ék alakú csúccsal írják. Az olyan betűk, mint a b, d, p és q ívei nagyon szélesek. Az írás sok ligatúrát használ, és számos egyedi írástani rövidítéssel rendelkezik, valamint számos kölcsönzést tartalmaz a tironi jegyzetekből.
A szigeti írást a hiberno-skóciai misszió terjesztette el Angliában; korábban az unciális írást Canterburyi Ágoston hozta Angliába. A két írás hatásait összevetve alakult ki az insuláris írásrendszer. Ezen a rendszeren belül Julian Brown paleográfus öt fokozatot különböztetett meg, csökkenő sorrendben:
- Szigeti fél-unciális, vagy „ír majuszkula”: a legformálisabb; a 9. század után a rubrikák (kiemelt utasítások) és egyéb megjelenítések számára lett fenntartva.[2]
- Szigeti hibrid minuszkula: a legformálisabb minuszkula, a hivatalos egyházi könyveknél kezdték használni, amikor az „ír majuszkula” használata csökkent.[2]
- Szigeti meghatározott minuszkula.
- Szigeti kurzív mínuszkula.
- Szigeti folyó minuszkula: a legkevésbé formális;[3] a folyó itt „futó” (gyors) betűt jelent.

Brown Thomas Julian két fejlődési fázist is feltételezett erre az írásra, a II. fázisra elsősorban a római unciális példák hatottak, amelyeket Wearmouth-Jarrowban fejlesztettek ki, legjellegzetesebb példája a Lindisfarne-i evangéliumok.

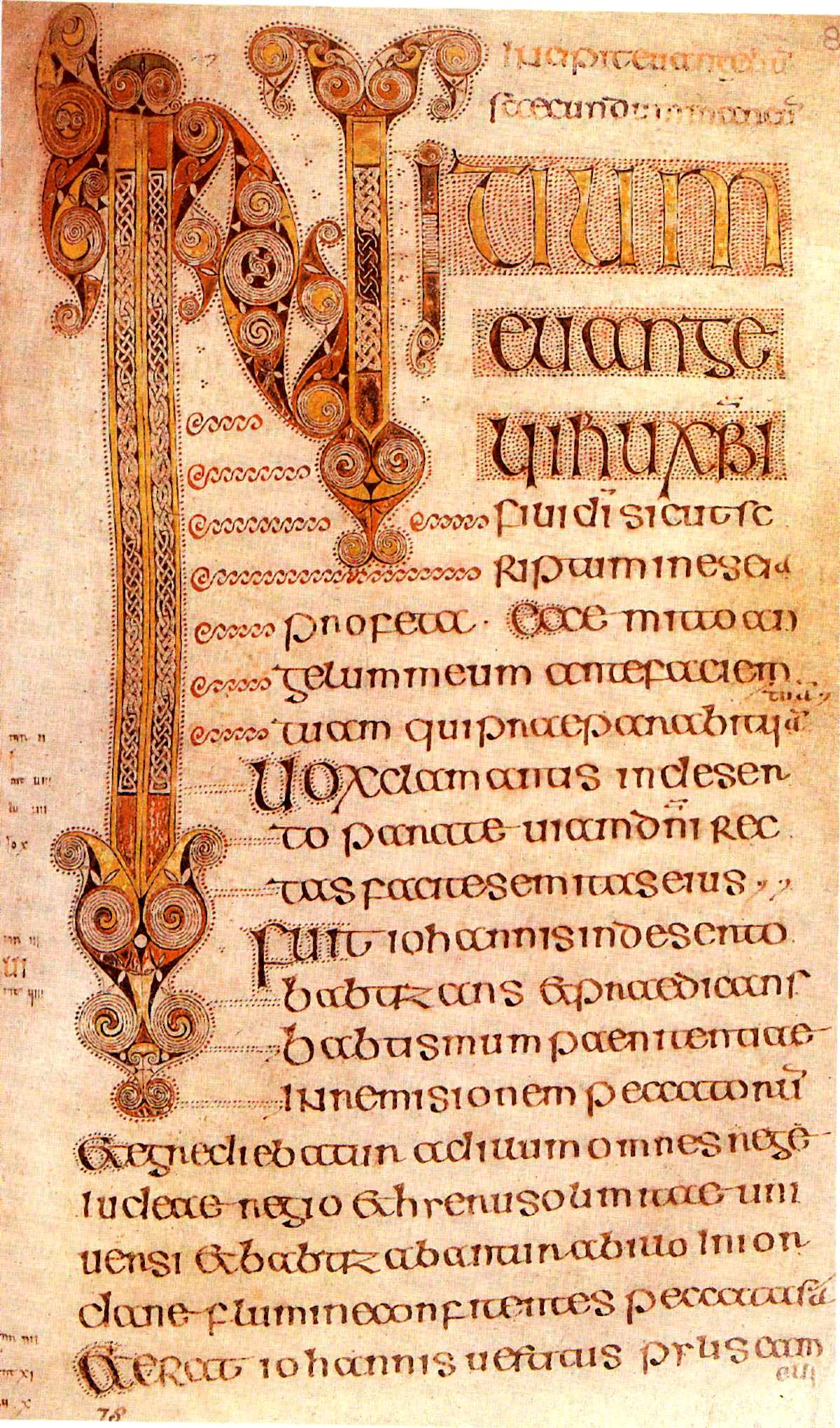
Márk evangéliumának kezdete a Durrow kódexben.

## Használat
A szigeti írást nemcsak a latin nyelvű vallásos könyveknél használták, hanem minden más könyvtípusnál is, beleértve a köznyelvi műveket is. Ilyen például a Kellsi kódex, Szent Columba Cathachja, az Ambrosiana Orosius, a Durham evangéliumtöredék, a Durrow kódex, a Durham evangéliumok, az Echternach evangéliumok, a Lindisfarne evangéliumok, a Lichfield evangéliumok, a Szent Gallen evangéliumkönyv és az Armagh kódex.
A karliong írás kialakulására a szigeti írás nagy hatással volt.
Írországban a szigeti írást 850 körül váltotta fel annak egy késői változata ("késő szigeti írás"); Angliában a karoling minuszkula egy formája követte.
A tironi jegyzetekben található et, ⟨⁊⟩ rövidítés - az ⟨&⟩ "és" jel megfelelője - széles körben használatos volt a szigeti írásmódban (jelentése az ír nyelvben agus 'és', az óangolban ond 'és'), és időnként a szigeti írásból kialakult gael írásban is megjelenik.

## Unicode
Az Unicode a latin ábécé betűinek szigeti írással írt ábrázolását olyan betűtípus-választásként kezeli, amely nem igényel külön kódolást. Csak néhány betűnek van külön kódja, mivel ezeket a fonetikai szakemberek használják. A teljes ábécé helyes megjelenítéséhez megfelelő megjelenítő betűtípust kell választani. A speciális karakterek megjelenítéséhez több betűtípus is használható; három ingyenes, ezeket a karaktereket támogató betűtípus a Junicode, a Montagel és a Quivira. A Gentium és a Charis SIL támogatja az ábécé betűit (U+A77x és U+A78x).
Michael Everson szerint a 2006-os Unicode-javaslatban ezekre a karakterekre vonatkozóan:
Egy közönséges gael betűtípussal történő szövegíráshoz csak ASCII betűket kell használni, a betűtípus elvégzi az összes vonatkozó helyettesítést; az [itt javasolt] szigetbetűket csak olyan szakemberek használhatják, akiknek különleges célokra van rájuk szükségük.

## Jegyzetek

Leegyszerűsített kapcsolat a különböző írások között, bemutatva a szigeti írás nagybetűinek fejlődését a római és a görög alakokkal

## Fordítás
Ez a szócikk részben vagy egészben  az   Insular script című angol Wikipédia-szócikk ezen változatának fordításán alapul.  Az eredeti cikk szerkesztőit annak laptörténete sorolja fel. Ez a jelzés csupán a megfogalmazás eredetét és a szerzői jogokat jelzi, nem szolgál a cikkben szereplő információk forrásmegjelöléseként.